# Willem Jacobus Wesling
Willem Jacobus Wesling (Amsterdam, 1874 – Hilversum, 13 maart 1945) was een Nederlands ondernemer.

## Achtergrond
Wesling huwde op 20 april 1909 met Josepha Gebina Maria Rüphan (1877-1965), die al eerder getrouwd was geweest. Haar naam was voor enig tijd terug te vinden in Villa Josepha, een gebouw dat later bekend werd als Het Gebouw (naar het televisieprogramma Het Gebouw). Het echtpaar kreeg drie kinderen: Joseph Ernst Piet (Joop, geboren 1910, overleden 2000), Willem Jacobus Hendrik Leendert (1912) en Helena Ida Wilhelmina (1917). Zijn zoon mocht eigenlijk niet trouwen met de dochter van de buurman Noordman (Noordmans kleding- en modemagazijnen), want dat was "maar een gewone middenstander".

## Zaken
Wesling opende rond 1896 aan de Stadhouderskade 74 in Amsterdam een rijwielzaak, van waaruit hij zijn Raleighfietsen verkocht. Hij bood daarbij meteen rijwiellessen aan. Hij pretendeerde toen ook de grootste rijwielschool van Amsterdam te hebben. Hij liet regelmatig waarschuwingen uitgaan, dat een Raleigh voorzien moest zijn van "kroon en winpel", anders was het geen echte en kwam de klant niet in aanmerking voor garantie. 

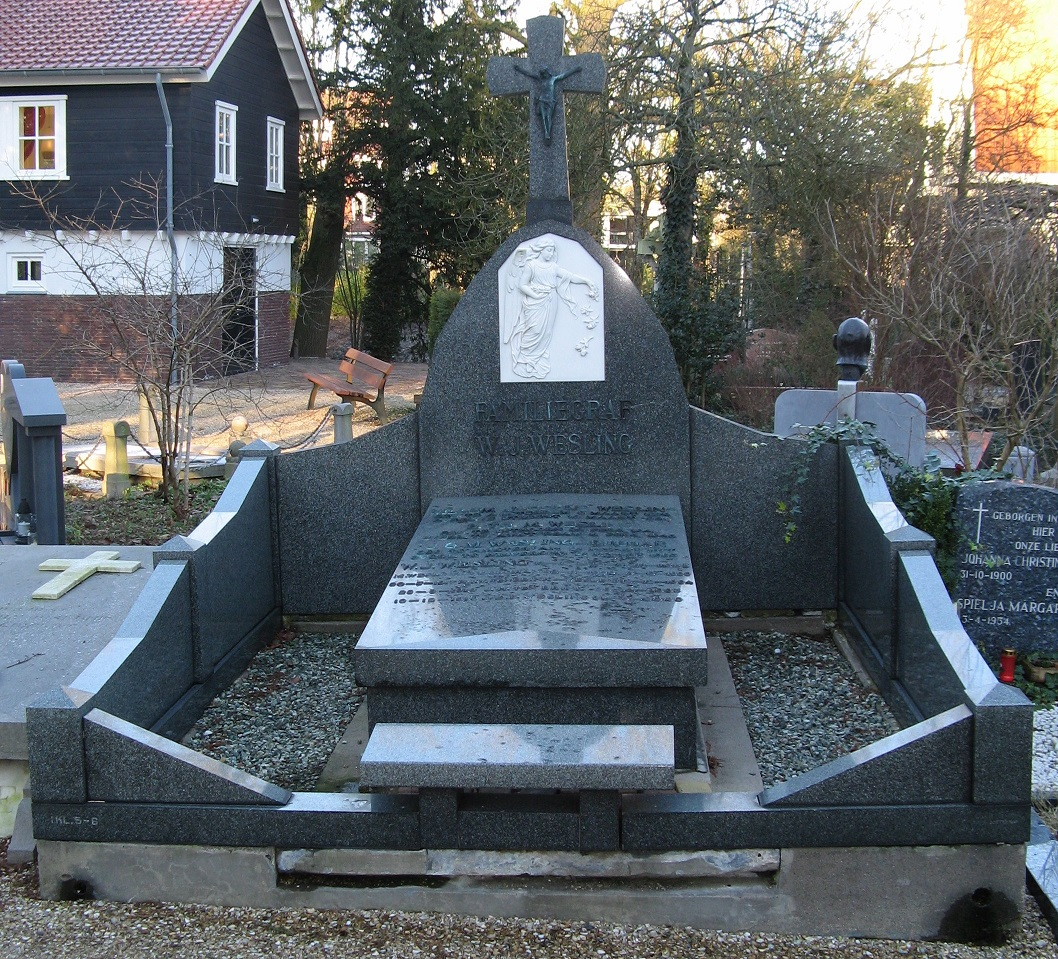
Wesling Familiegraf op begraafplaats Zorgvlied te Amsterdam

Hij verdiende er goed aan want in 1921 kon de familie verhuizen naar Hilversum, 's-Gravelandseweg. Wesling liet het huis (dat hij Villa Josepha doopte) behoorlijk verbouwen en uitbreiden met een garage. Hij had een Nash convertible gekocht en moest en zou daar mee pronken. Het schijnt dat Koningin Wilhelmina de auto ooit eens leende omdat haar eigen auto in reparatie was.
In 1921 vertrok het bedrijf naar de Spuistraat en werd de achterbuur van H. Pastor Rijwielen aan het Singel. In 1947 ging de beide bedrijven op in Groothandel Westor, dat uiteindelijk in 1972 failliet ging.